# Hetaerina majuscula
Hetaerina majuscula är en trollsländeart som beskrevs av Selys 1853. Hetaerina majuscula ingår i släktet Hetaerina och familjen jungfrusländor. IUCN kategoriserar arten globalt som livskraftig. Inga underarter finns listade i Catalogue of Life.